# Photinus aliciae
Photinus aliciae là một loài bọ cánh cứng trong họ Đom đóm (Lampyridae). Loài này được Zaragoza Caballero miêu tả khoa học năm 2005.